# حمله با چاقو

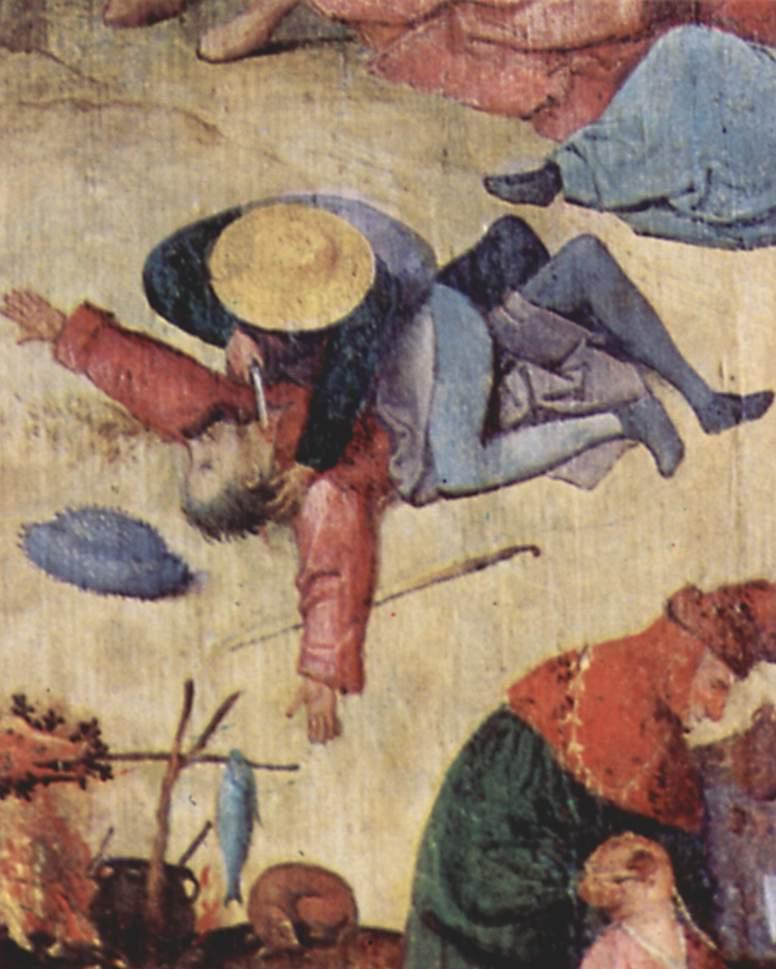
یک نقاشی هیرونیموس بوش مردی را در حال چاقو زدن نشان می‌دهد

چاقوزنی یا چاقوکشی یا حمله با چاقو، نفوذ یک جسم تیز یا نوک تیز از فاصله نزدیک به جسم بدن است. ضربات چاقو به معنای یک اقدام هدفمند تلقی می‌شود، همان‌طور که توسط یک تروریست یا قاتل و یا مردم مظلوم برای دفاع مشروع صورت می‌گیرد اما می‌توان به‌طور تصادفی خود یا دیگران را با چاقو ضرب کرد.
چاقوکشی امروزه در میان باندها و زندان‌ها معمول است زیرا چاقوها ارزان هستند و به راحتی قابل تهیه (یا ساخت) هستند، به راحتی قابل پنهان و نسبتاً تأثیرگذار تر هستند. در سال ۲۰۱۳، حدود ۸ میلیون مورد ضربات چاقو رخ داده‌است.

## تاریخ

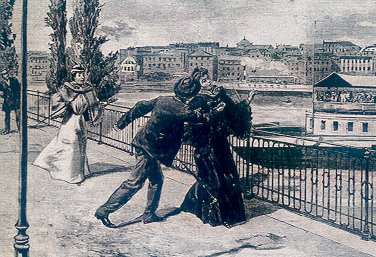
امپراتور الیزابت اتریشی پس از حمله و چاقو خوردن در سپتامبر ۱۸۹۸، از شدت وضعیت خود در نتیجه واکنش استرس حاد

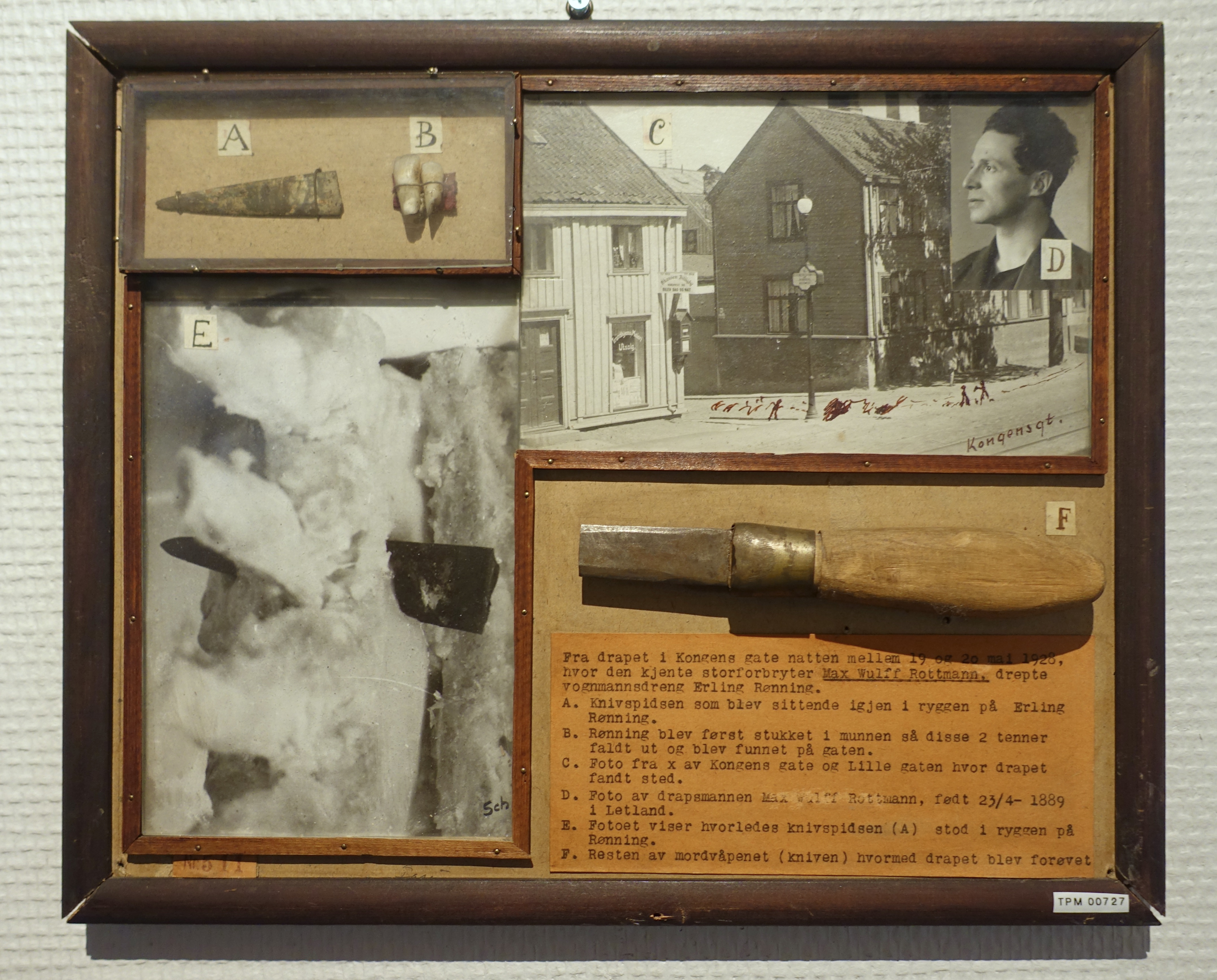
سلاح قتل، شواهد و عکس‌های مربوط به یک مورد قتل در تروندهایم، نروژ ۱۹۲۸. تیغه شکسته چاقو در پشت قربانی چاقو خورده گیر کرده بود. (نمایشگاه موزه ملی عدالت کیفری نروژ)

چاقوکشی در طول تاریخ بشریت معمول است و ابزاری بوده که برای ترور تعدادی از شخصیت‌های برجسته تاریخی مانند دومین خلیفه راشدین، عمر بن خطاب و امپراتور روم به ترتیب ژولیوس سزار و کالیگولا مورد استفاده قرار گرفته‌است.
در ژاپن، رویه تاریخی چاقوکشی عمدی در خودکشی آیینی به نام هاراکیری شناخته می‌شود (به معنای واقعی کلمه «شکم بریدن»، زیرا شامل شکم بازکردن است).

## سازوکار
پوست انسان به عنوان یک دفاع شخصی خاصیت تا حدودی الاستیک دارد. هنگامی که بدن انسان توسط یک شی نازک مانند یک چاقوی کوچک آشپزخانه خنجر می‌خورد، پوست اغلب محکم به دور جسم بسته می‌شود و در صورت خارج شدن جسم دوباره بسته می‌شود، که می‌تواند مقداری خون را در بدن به دام بیندازد. خونریزی داخلی به همان اندازه خونریزی خارجی خطرناک است. اگر رگ‌های خونی به اندازه کافی قطع شود تا آسیب جدی ببیند، خاصیت ارتجاعی پوست هیچ مانعی برای جلوگیری از خروج خون از سیستم گردش خون و جمع شدن بی فایده در سایر قسمت‌های بدن نخواهد داشت.
مرگ بر اثر چاقو در اثر شوک، از دست دادن خون شدید، عفونت یا از دست دادن عملکرد عضوی ضروری مانند قلب یا ریه‌ها ایجاد می‌شود.

## درمان پزشکی
اگرچه قبلاً قربانیان خنجر شکم تحت عمل لاپاراتومی جراحی اکتشافی قرار می‌گرفتند، در حال حاضر در صورت پایداری بیمار عمل نکردن ایمن محسوب می‌شود. در این صورت، آنها باید از نظر علائم جبران خسارت که نشان دهنده آسیب جدی است، مشاهده شوند. در مواردی که بیمار در ابتدا آسیب‌های چاقویی را نشان می‌دهد و ناپایدار است، باید لاپاراتومی را برای کشف و اصلاح هرگونه آسیب داخلی آغاز کرد.

## معاینه کالبد شکافی
وقتی کسی که زخم خورده داشته باشد می‌میرد، بدن کالبد شکافی می‌شود و زخم توسط پزشکی قانونی بازرسی می‌شود. چنین معاینه ای می‌تواند اطلاعات ارزشمندی را در مورد سلاحی که برای تولید آسیب استفاده شده‌است بدست آورد. از نظر ظاهری و یافته‌های داخلی، آسیب‌شناس معمولاً قادر به ارائه نظر در مورد ابعاد سلاح شامل عرض و حداقل طول ممکن تیغه است. می‌توان سلاح را تک لبه یا دو لبه تشخیص داد.
بعضی اوقات عواملی مانند مخروطی تیغه و حرکت چاقو در زخم را نیز می‌توان تعیین کرد. کبودی یا سایش ممکن است اطلاعاتی در مورد نوع چاقو بدهد.